# Forêts de feuillus subtropicales de Rapa Nui
Localisation
Les forêts de feuillus subtropicales de Rapa Nui forment une écorégion terrestre définie par le Fonds mondial pour la nature (WWF), qui recouvre l'Île de Pâques et l'îlot de Sala y Gómez. Elles appartiennent au biome des Forêts de feuillus humides tropicales et subtropicales dans l'écozone océanienne.